# Шапиро, Стивен
Стивен Шапиро (англ. Stephen Shapiro) — американский писатель, автор книг по бизнесу, консультант и лектор
. Получил известность как эксперт в области бизнес-инноваций, написал пять книг, две из которых стали бестселлерами.
Работы Шапиро были отмечены в таких СМИ, как ABC News, CNBC, The Huffington Post, SUCCESS Magazine, Newsweek, Entrepreneur, The Wall Street Journal, The European Business Review и The New York Times.
Стивен Шапиро работал в качестве консультанта более чем в сорока странах, среди его клиентов компании Nike, Microsoft, NASA, Shell, Johnson & Johnson, Военно-воздушные силы США, Fidelity Investments, Pearson Education, Nestlé и Bristol Myers Squibb.

## Карьера
Карьера Стивена Шапиро началась в середине 1980-х, пятнадцать лет от проработал в консалтинговой компании Accenture While at Accenture, he delivered training on innovation to over 20,000 consultants, and he helped the company establish its Global Process Excellence Practice..
В 2001 году Шапиро издал свою первую книгу «Инновации 24/7» (англ. 24/7 Innovation: A Blueprint for Surviving and Thriving in an Age of Change). Книга имела большой успех и была отмечена Newsweek и The New York Times, что помогло автору в дальнейшем позиционировать себя в качестве эксперта в области инноваций.
В 2006 году Стивен Шапиро опубликовал свою противоречивую и получившую широкий резонанс книгу «Жизнь без целей»(англ. Goal-Free Living). Книга появилась на обложке O, The Oprah Magazine.
Продолжая развивать свои теории в области инноваций, в 2007 году Стивен Шапиро за свой счет опубликовал книгу Little Book of BIG Innovation Ideas. В этом же году он выпустил Personality Poker — карточную игру, призванную помочь организациям понять индивидуальные особенности сотрудников и то, каким образом они могут повлиять на креативность и инновации.
В 2010 году вышла в свет книга Personality Poker, к которой прилагалась колода подобных карт.
В следующем году была опубликована ставшая международным бестселлером пятая книга Стивена Шапиро Best Practices Are Stupid: 40 Ways to Out Innovate the Competition.

## Философия
Философия Стивена Шапиро основана на предположении, что старые модели инноваций разрушены и для роста инновационности организациям нужны новые способы мышления. Он рекомендует освободиться от общепризнанных лучших практик и использовать для решения стоящих перед компанией задач нетрадиционных методов, например, нанимать людей, которые вам не нравятся.

## Признание и награды
Работы Стивена Шапиро получили признание и были отмечены несколькими наградами, включая:
- Personality Poker была выдвинута сайтом 800-CEO-READ на Лучшую книгу в области инноваций и креативности (англ. Best Innovation and Creativity Book) 2010 года.
- Best Practices Are Stupid была признана 800-CEO-READ в 2011 году Лучшей книгой в области инноваций и креативности.
- Best Practices Are Stupid согласно официальным рейтингам Globe and Mail стала бестселлером № 1 среди бизнес-книг Канады.

### Книги, изданные на русском языке
- Стивен Шапиро. Здесь и сейчас. Как вырваться из плена целей и начать радоваться жизни = Goal-Free Living: how to the Life You want Now. — М.: Альпина Паблишер, 2014. — 250 с. — ISBN 978-5-9614-4501-5.